# بيتر كافاناه
بيتر كافاناه (بالإنجليزية: Peter Cavanagh)‏ هو لاعب كرة قدم بريطاني، ولد في 14 أكتوبر 1981 في بوتل ‏ في المملكة المتحدة. شارك مع منتخب إنجلترا لكرة القدم C ‏. أما مع النوادي، فقد لعب مع نادي أكرينغتون ستانلي ونادي ألترينتشام ونادي روتشديل ونادي ليفربول.

## وصلات خارجية
- بيتر كافاناه على موقع قاعدة بيانات كرة القدم.إي يو (الإنجليزية)
- بيتر كافاناه على موقع Soccerbase.com (لاعب) (الإنجليزية)